# Parlamentsvalget i Portugal 1905
Parlamentsvalget i Portugal 1905 blev afholdt i Portugal den 12. december 1901, valget var det fjerde på fem år. Resultatet var en sejre for Partido Progressista.

## Resultater
| Parti                           | Stemmer | % | Mandater | +/– |
| ------------------------------- | ------- | - | -------- | --- |
| Partido Progressista            |         |   | 109      | +66 |
| Partido Regenerador             |         |   | 32       | -68 |
| Partido Regenerador Liberal     |         |   | 3        | +2  |
| Andre partier og uafhængige     |         | 4 | 0        |     |
| Ugyldige/blanke stemmer         |         | – | –        | –   |
| Total                           |         |   | 148      | -   |
| Registrerede vælgere/deltagelse | 679.926 |   | –        | –   |
| Kilde: Nohlen & Stöver          |         |   |          |     |

Resultaterne er ikke inkluderet dem fra oversøiske territorier.